# Anwesen der Julia Felix

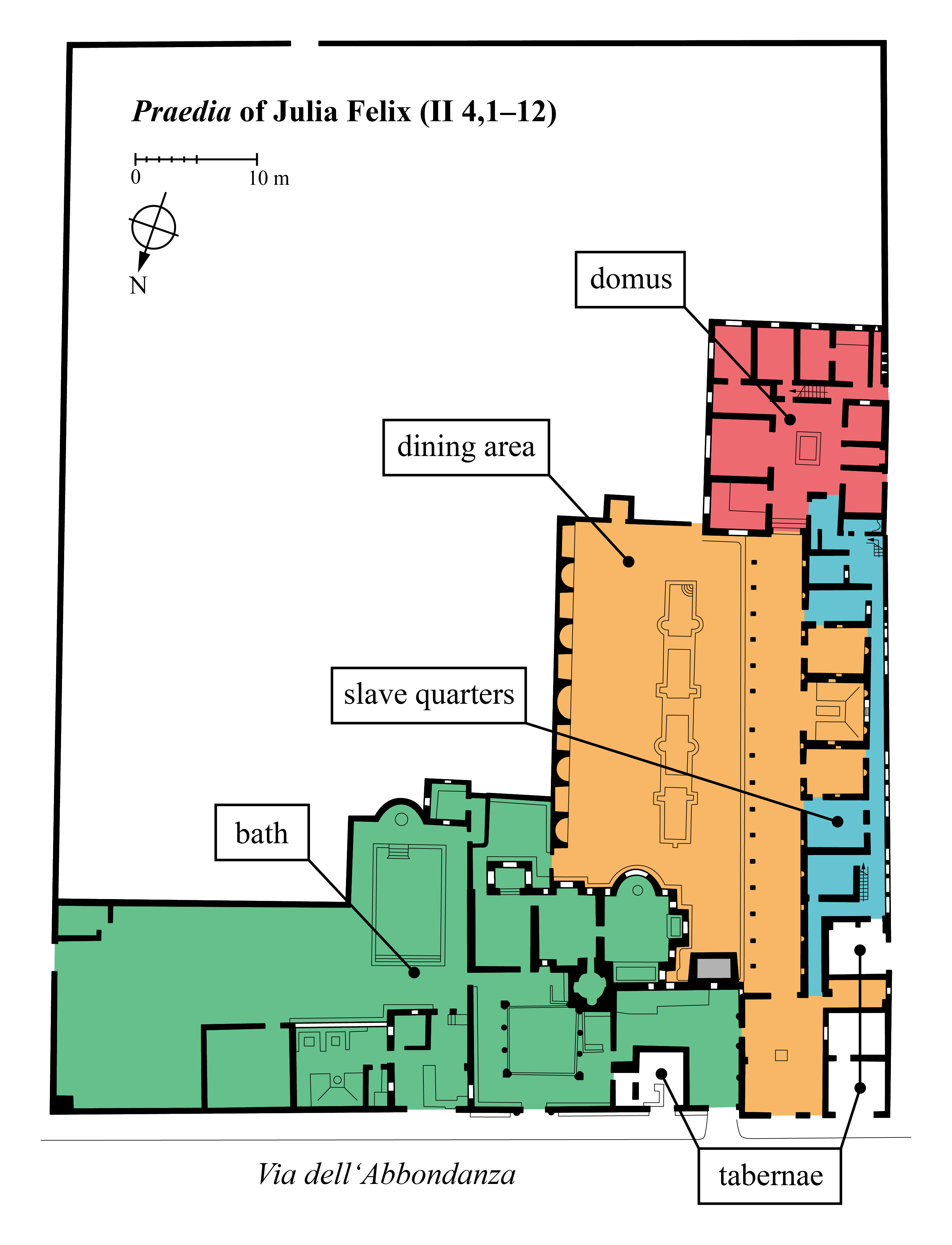
Unterschiedliche Nutzung des Anwesens von Julia Felix

Stadtplan mit dem Anwesen der Julia Felix (rechts über dem Amphitheater)

Das Anwesen der Julia Felix, auch Besitz der Julia Felix oder Praedia di Giulia Felice (italienisch) oder Praedia Iuliae Felicis (lateinisch: praedia, Anwesen), umfasst einen großen Gebäudekomplex und ein Grundstück an der Via dell’Abbondanza (Regio II, 4, 1-12) im antiken Pompeii nicht weit vom Amphitheater.

## Hintergrund
Das Anwesen von Julia Felix nahm auf dem Höhepunkt ihrer Geschäftstätigkeit zwei Insulae ein. Nach dem Erdbeben im Jahr 62 n. Chr. baute Julia Felix um, und das Grundstück umfasste eine kommerzielle Thermenanlage, Mietwohnungen, Speiseräume, Läden, einen großen Obstgarten und ein mittelgroßes Privathaus.
Unklar ist die Abstammung von Julia Felix und wie sie zu diesem Besitz kam. Es bleibt Spekulation, ob sie eine uneheliche Tochter von Spurius war oder ob sie von einem kaiserlichen Freigelassenen abstammte. Durch die Vermietung ihrer Villa etablierte sie sich als Immobilienbesitzerin, Geschäftsfrau und Persönlichkeit des öffentlichen Lebens in Pompeji. Der Verkauf einer Immobilie wäre ihr nach damaliger Rechtslage verboten gewesen, hier ging es aber um deren Vermietung.

## Architektur

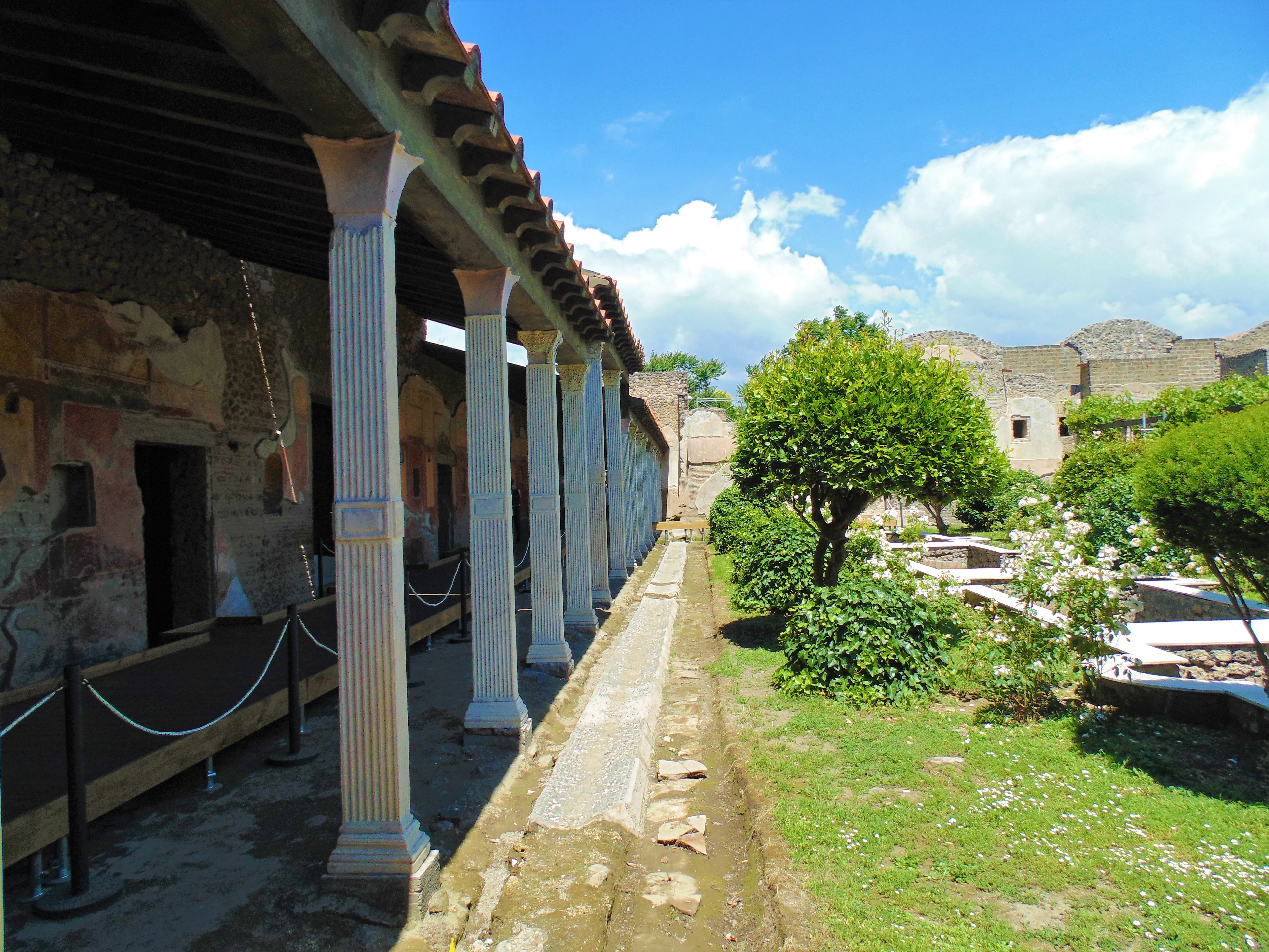
Porticus und Garten

Das Haus von Julia Felix war eine Kombination aus Innen- und Außenbereichen, die um Atrien herum gebaut wurden, Innenhöfe, von denen sich Haupträume öffneten, mit umschlossenen Gärten und privater Wasserversorgung; andere Bereiche des Anwesens boten Sitzgelegenheiten im Innen- und Außenbereich mit Fresken, die Freizeitlandschaften und Gärten darstellen.
Die Qualität der Architektur und der Dekoration deuten darauf hin, dass das Anwesen für reichere und sozial höherstehende Kunden gedacht war. Darauf lässt auch der wahrscheinlich aus der Zeit unmittelbar vor der Zerstörung 79 n. Chr. stammende antike Werbetext, der 1756 rechts neben dem Haupteingang zur Therme an der Via dell’Abbondanza entdeckt wurde und sich heute im Museum von Neapel befindet, schließen:

## Innenraum-Ausstattung

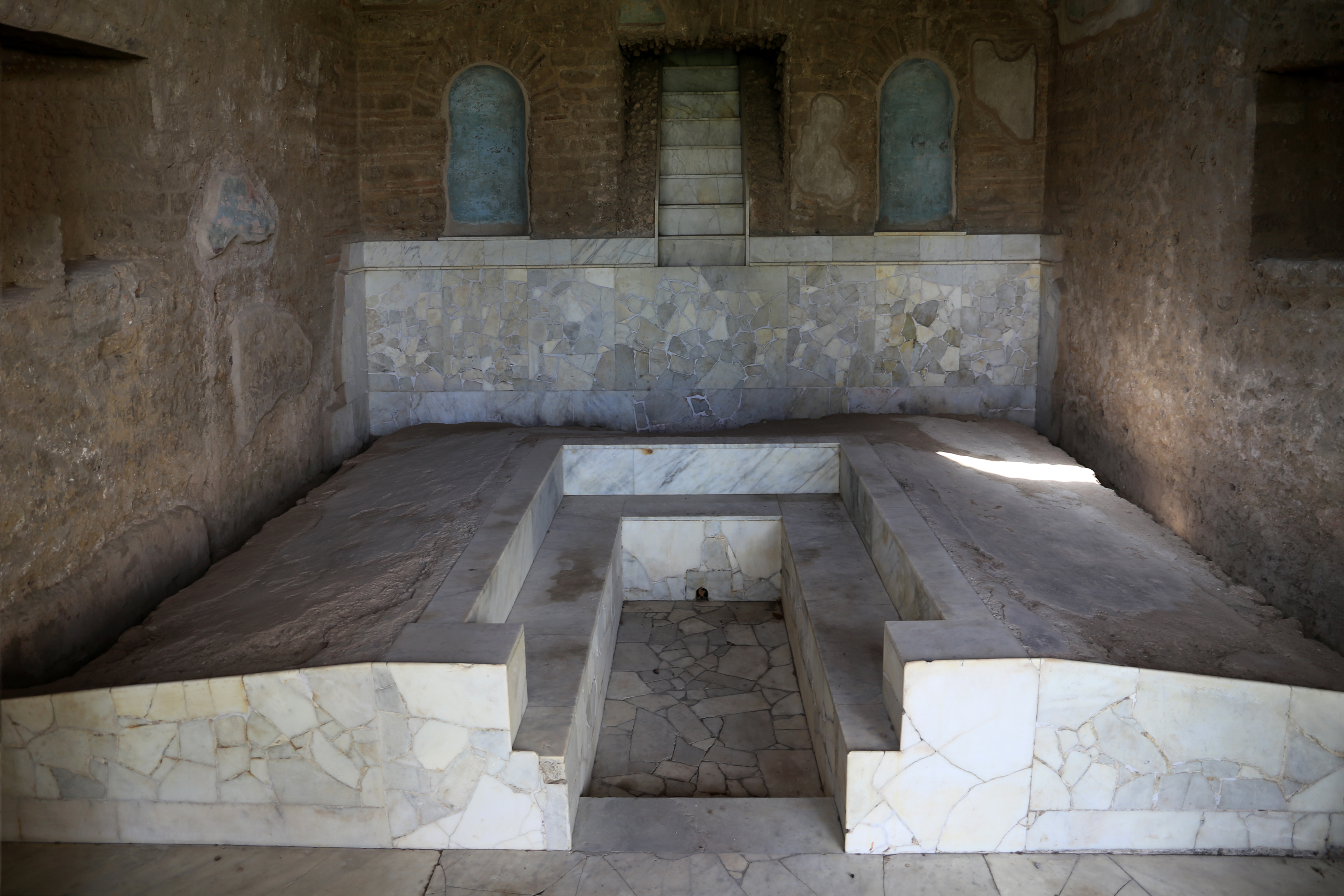
Triclinium mit Wasserfall

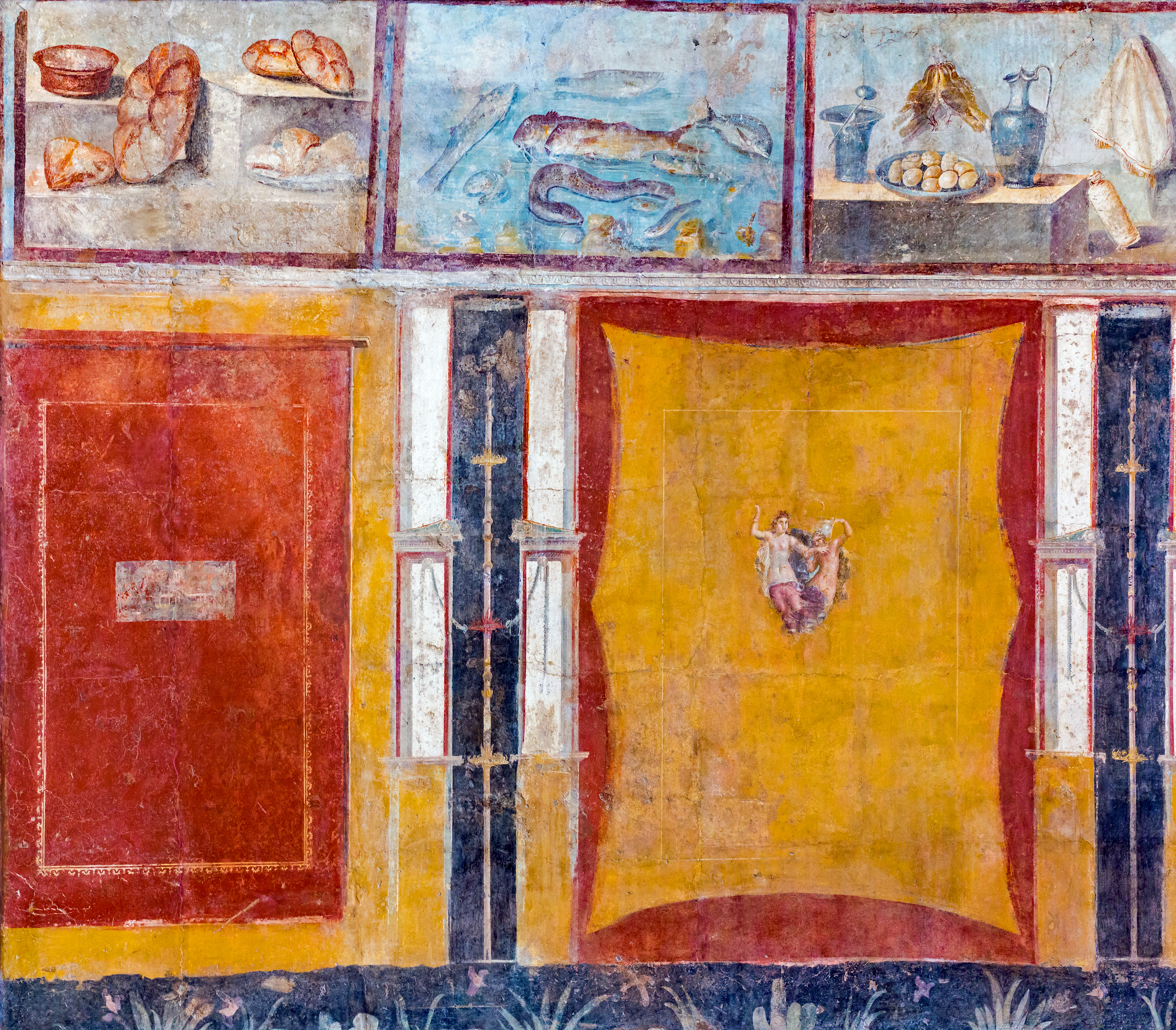
Vom Anwesen der Julia Felix: Wandbemalung, Stillleben, Landschaft, ein Satyr mit Mänade

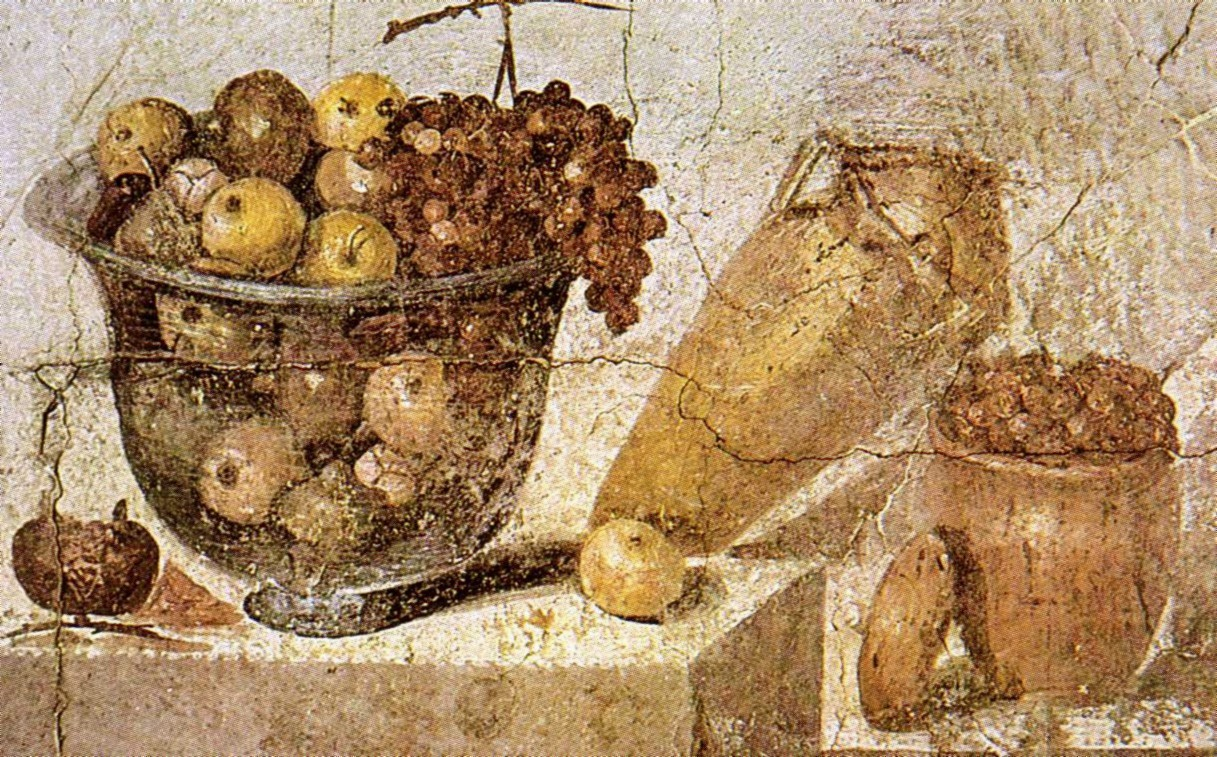
Stillleben mit gläserner Obstschale und Gefäßen

Die Wände im Haus von Julia Felix waren fast vollständig mit Fresken bedeckt. Sie zeigten auch kleine Kaufleute und den Lebensstil der pompejanischen Bürger im Alltag auf dem Forum. Das Tablinum mit Blick auf den großen Garten im Osten und mit seinen besonders schönen Gemälden muss spektakulär gewesen sein.
Das Sommer-Triclinium und die Bäder gehörten zu den extravagantesten Bereichen des von Mietern genutzten Hauses. Der Speisesaal war elegant und einladend und bot einen Blick auf die Gärten mit kleinen Pools und Wasserfällen, er ähnelte dem der wohlhabendsten Bürger Pompejis, die Villen auf dem Land und an der Küste besaßen.
Die voll ausgestatteten und eleganten Bäder waren nur für angesehene Bürger Pompejis bestimmt. Sie wurden vermutlich gut genutzt, da die meisten öffentlichen Bäder in Pompeji nach den Schäden, die das Erdbeben im Jahr 62 n. Chr. verursachte, wegen Reparaturarbeiten geschlossen waren. Im großen Garten auf der Rückseite standen Obstbäume in großen Quadraten, die von niedrigen Holzzäunen umgeben waren.

## Ausgrabungen
Die früheste bekannte Ausgrabung wurde 1755 im Auftrag des Königs von Neapel unter der Leitung von Roque Joaquín de Alcubierre und seinem Assistenten Karl Jakob Weber durchgeführt und war im Wesentlichen eine Schatzsuche, die sich auf das Aufspüren wertvoller Gegenstände und Gemälde für die Sammlung der Bourbonen im Königspalast von Portici konzentrierte.
Anschließend wurde die Grabung wieder geschlossen. Weber hatte einen Plan der Gebäude gezeichnet und vermerkt, wo Gegenstände oder Gemälde entfernt worden waren.
Mary Beard beschreibt die Folgen der Ausgrabung so: „Ein großer Raum in dieser Anlage (ein Innenhof oder Atrium von etwas mehr als 9 x 6 m) war in 2,5 m Höhe mit einem Fries geschmückt, auf dem der Maler anscheinend Szenen vom Leben auf dem pompejanischen Forum zeigen wollte. Der Fries wurde von Ausgräbern des 18. Jahrhunderts entdeckt, die elf Meter von ihm in kleinen Bruchstücken ins Museum brachten und nur ein paar Fragmente an der Wand zurückließen. Was mit dem Rest geschah und wie groß der Fries überhaupt war (es ist nur eine Vermutung, dass er sich einst um den gesamten Raum gezogen hat), entzieht sich unserer Kenntnis. Aber mit einiger Sicherheit fielen große Teile den damaligen groben Ausgrabungstechniken zum Opfer.“
Bei einer weiteren Ausgrabung in den Jahren 1912 bis 1935 wurden ein Schrein und die Fassade des Gebäudes an der zur Via dell’Abbondaza gerichteten Seite freigelegt.
Zwischen 1998 und 1999 wurden einige der wichtigsten Entdeckungen gemacht; ein Nymphäum oder eine Nymphengrotte mit Wassertreppenbrunnen und Triklinium war eine Modifikation nach dem Erdbeben von 62 n. Chr.

## Galerie mit den Alltagsszenen vom Forum Pompeianum

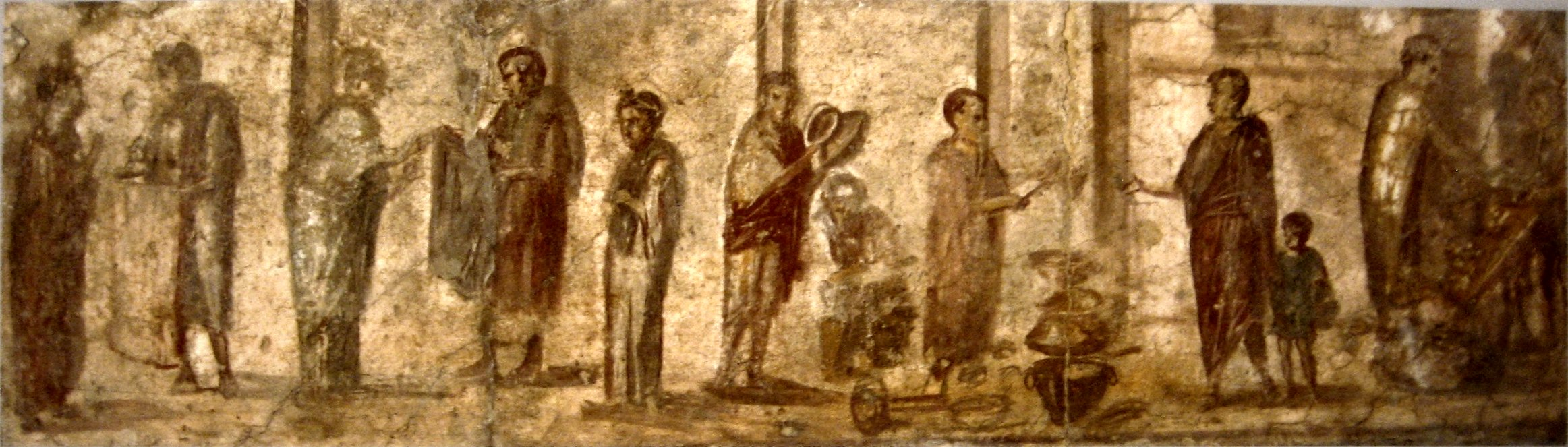
Fresko aus dem Haus der Iulia Felix, Szene vom Forum von Pompeji: Ein- und Verkauf
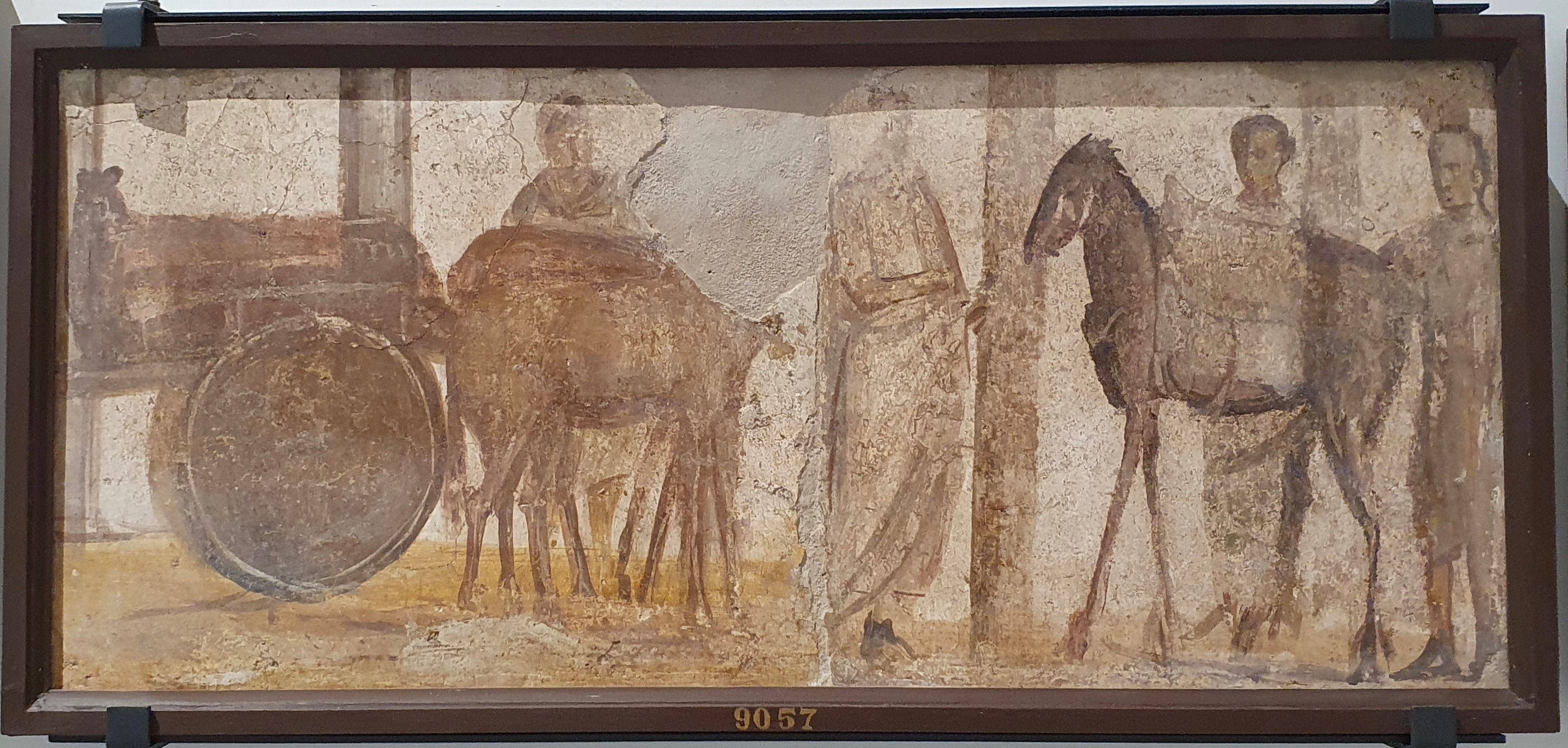
Fresko aus dem Haus der Iulia Felix, Szene vom Forum von Pompeji: Transportmittel Wagen und Esel oder Maultier ohne Steigbügel
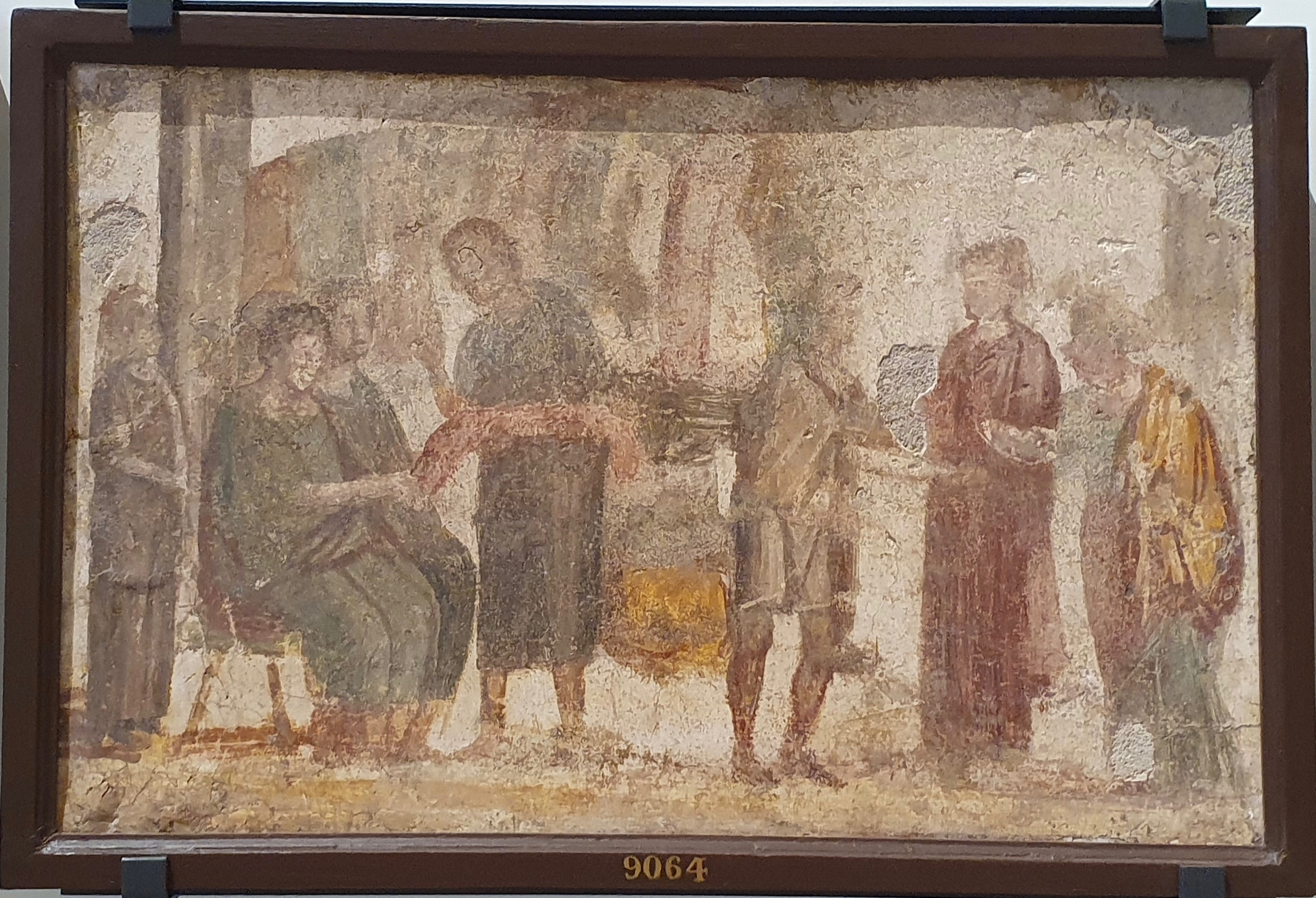
Fresko, Anwesen von Iulia Felix; Szene vom Forum Pompeianum

## Trivia
Julia Felix wurde in Eugen Ruges politischer Parabel Pompeji, bei der Ruge von Jens-Arne Dickmann beraten wurde, zu einer Romanfigur. Iulia Felix tritt hier als reiche Immobilien-Besitzerin auf, die im Osten der Stadt ein Immobilienimperium errichten konnte.